# Canone di Vincenzo di Lerino
Per Canone di Vincenzo di Lerino si intende un passo estratto dal Commonitorium in cui questo monaco ha cercato di stabilire una regola di fede universalmente valida.

## Premesse storico-religiose

### Il secolo delle eresie e il monachesimo
Il monaco gallico Vincenzo di Lerino, nell'opera Commonitorium, trattatello di 28 capitoli scritta circa tre anni dopo il Concilio di Efeso (431), di fronte al diffondersi nel suo tempo di insegnamenti cristiani eterodossi quali il nestorianesimo, si propone di stabilire un criterio che dovesse essere considerato universale per l'unità della Chiesa. Tale canone doveva essere unito alla fede della Chiesa universale rispetto a innovazioni e nuove dottrine che rischiavano di alterare e pregiudicare l'integrità della dottrina cristiana ricevuta, affidandosi alla traditio apostolica tramandata autorevolmente dai Padri della Chiesa, perfetti eredi dell'insegnamento degli Apostoli e quindi dell'insegnamento di Cristo stesso. In concomitanza a questo periodo caratterizzato da una serie di dispute dottrinali riguardanti la cristologia, Vincenzo di Lerino si fece portavoce della mentalità del nascente monachesimo di affidarsi alla sicurezza del Cristianesimo dell'età apostolica. A tal proposito è stato scritto che: 
(G. Filoramo - D. Menozzi, L'Antichità, I, cit., pp. 414-415)

## IlCanone

### Testo ed esegesi
("The commonitorium of Vincentius of Lérins", cit., p. 10)
Il passo riportato è la "formula di fede" proposta da Vincenzo che costituisce il cosiddetto ''Canone''. Vincenzo delinea la sua ortoprassi teologica su tre direttive: quella "geografica" (ubique), quella temporale (semper), e infine quella ecumenica (ab omnibus), fattori indispensabili per promuovere una corretta adesione alla fede cattolica nel pieno delle eresie cristologiche. 

### Interpretazione nel corso dei secoli
Il motto vincenziano ebbe un influsso determinante nel corso della storia della Chiesa moderna e contemporanea. Soprattutto, nel corso del XIX secolo, il Canone divenne il perno su cui i membri del Movimento di Oxford, con in testa John Henry Newman, tentarono di legittimare la "cattolicità" della Chiesa Anglicana contro le modifiche aggiunte dalla Chiesa Cattolica Romana dopo il Concilio di Trento, modifiche "eretiche" perché contrarie all'insegnamento dei Padri della Chiesa:
(J.H. Newman, The Prophetical Office of the Church, lecture 2)
Vincenzo, il cui pensiero sullo sviluppo è stato fatto proprio dalla Chiesa cattolica fin dal Concilio Vaticano I, mostra come la sua teoria debba essere intesa in senso relativo e disgiuntivo, e non in modo assoluto. Si tratta, cioè, di unire tre criteri in uno: 'ubique' (in ogni luogo), semper (sempre), ab omnibus (da tutti). Il pensiero vincenziano non deve essere inteso come una sorta di cristallizzazione della fede elaborata in un contesto storico-culturale ben determinato, ma dev'essere intravisto anche nell'ottica dello sviluppo della fede nella storia, partendo sempre dall'antichità come fonte originaria perché la fede stessa non venga alterata. A tal proposito Vincenzo dice:
(The Commonitorius of Vincent of Lérins, cap. XXIII, cit., p. 89.)